# سید رسول مهاجر
سید عبدالرسول مهاجر حجازی (زادهٔ ۱۳۳۶ اصفهان) معروف به سید رسول مهاجر دیپلمات ایرانی است که برای دومین بار از مهر ۱۴۰۳ به‌عنوان سرپرست معاونت دیپلماسی اقتصادی وزیر امور خارجه ایران فعالیت می‌کند. وی پیش‌تر نيز معاون دیپلماسی اقتصادی وزارت امور خارجه از آذر ۱۳۹۹ تا شهریور ۱۴۰۰ بوده‌است. وی همچنین مشاور وزیر امور خارجه از شهریور ۱۴۰۰ تا مهر ۱۴۰۳ بود. مهاجر فوق لیسانس روابط بین‌الملل از دانشگاه تهران است.

## سوابق  کاری
- سرپرست معاونت دیپلماسی اقتصادی وزارت امور خارجه از ۱۴۰۳ تاکنون
- مشاور وزیر امور خارجه از ۱۴۰۰ تا ۱۴۰۳
- معاون دیپلماسی اقتصادی وزارت امور خارجه از ۱۳۹۹ تا ۱۴۰۰
- مدیرکل هماهنگی‌های روابط اقتصادی دوجانبه وزارت امور خارجه از ۱۳۹۸ تا ۱۳۹۹
- سفیر ایران در سوئد و آکردیته در لتونی از ۱۳۹۴ تا ۱۳۹۸
- مديرکل شرق آسیا و اقیانوسیه از ۱۳۹۰ تا ۱۳۹۴
- سفیر ایران در پرتعال ۱۳۸۷ تا ۱۳۹۰
- مدیرکل کنسولی وزارت امور خارجه از ۱۳۸۳ تا ۱۳۸۶
- مشاور وزیر امور خارجه ۱۳۸۲
- سفیر ایران در مجارستان از ۱۳۷۸ تا ۱۳۸۱
- رئیس اداره شرق و مرکز اروپا از ۱۳۷۲ تا ۱۳۷۸
- سفیر ایران در رومانی و آکردیته در مولداوی از ۱۳۶۹ تا ۱۳۷۲
- کاردار ایران در کلمبیا از ۱۳۶۸ تا ۱۳۶۹
- معاون اداره اقتصادی آسیا و اقیانوسیه از ۱۳۶۷ تا ۱۳۶۸
- کارشناس اداره اقتصادی آسیا و اقیانوسیه از ۱۳۶۶ تا ۱۳۶۸[۲]